# Sorex hosonoi
Sorex hosonoi es una especie de musaraña de la familia soricidae.

## Distribución geográfica
Es endémica de Japón.

## Estado de conservación
Se encuentra amenazada de extinción por la pérdida de su hábitat natural.